# Niebrzydy
Niebrzydy [ɲeˈbʐɨdɨ] est un village polonais de la gmina de Wąsosz dans le powiat de Grajewo et dans la voïvodie de Podlachie.